# 鈴木章太
鈴木 章太（すずき しょうた、1980年6月20日 - ）は、元プロ野球審判員。

## 来歴・人物
安田学園高校→中央学院大学を経て、2004年にパリーグ審判部に入局。同期は山路哲生。
2009年終了時点での試合出場数は68試合。2009年度は塁審として後述のミスがあるまで順調に一軍出場を伸ばしていた。
2010年9月27日に、翌2011年シーズンの契約を結ばないことを通告され退職。
その後、一般企業を経て、整骨院などの事業を経営。

## エピソード
2009年6月16日の巨人対西武3回戦（宇都宮清原球場）で三塁塁審を務めた鈴木は、1回表2死1塁2塁の場面で、西武G.G.佐藤が放った3塁線のライナーを、ファウルボールと判定した。しかしこの打球は、巨人の三塁手古城茂幸がフェアゾーン（と思われる地点）でグラブに当てて弾いてファウルゾーンに落ちたものであり、即座に西武側からフェアではないかと抗議があったものの、判定は覆らなかった。試合は最終的に6対7で西武の負けとなり、結果としてこの判定が試合結果を左右する形となった（仮にこの打球がフェアと判定されていた場合、1点ないし2点適時打となっていた可能性がある）。この日以降翌年に解雇されるまで、一切一軍出場はなかった。

## 審判出場記録
- 初出場：2006年3月28日、ロッテ対日本ハム1回戦（千葉マリン）、二塁塁審。
- 出場試合数：68試合
- オールスター出場：なし
- 日本シリーズ出場：なし

（記録は2010年シーズン終了時）